# بيتر لي (قسيس)
بيتر لي (بالإنجليزية: Peter Lee)‏ هو قسيس جنوب أفريقي، ولد في 5 يونيو 1947.